# مسرح الشوك
مسرح الشوك هو إحدي عشرات المسارح التي كانت منتشرة في سوريا في ستينات وسبعينات القرن الماضي، وقد دعا لتأسيسه الفنان الكبير عمر حجو في بداية السبعينات وتحول المسرح إلى مدرسة فنية جديدة في هذه الفترة. بدأت المسرح عمله في سوريا في العقد الأخير من القرن التاسع عشر على يد رائد المسرح العربي والسوري أبو خليل القباني.
دخل إلى مدرسة مسرح الشوك الفنية كبار فناني ونجوم الكوميديا في سورية منهم من له خبرة تصل إلى أكثر من اربعين عاما في المسرح، وكان كل فنان اما له مسرح خاص أو ينتمي إلى أحد الفرق المسرحية السورية، لكنهم انظموا إلى مسرح الشوك بأنطلاقته الجديدة ومنهم الفنان الكبير دريد لحام وعدد من نجوم الكوميديا السورية.

## أعضاء مسرح الشوك
- عمر حجو
- دريد لحام
- رفيق السبيعي
- أحمد أيوب
- زهير قنوع
- عمر قنوع
- ياسين بقوش
- عدنان بركات
- أحمد قبلاوي
- انعام الصالح
- طلحت حمدي
- ناجي جبر
- مظهر الحكيم
- زياد مولوى
- هدى شعراوي